# Казе ди Норча (Л'Аквила)
Казе ди Норча (итал. Case di Norcia) је насеље у Италији у округу Л'Аквила, региону Абруцо.
Према процени из 2011. у насељу је живело 43 становника. Насеље се налази на надморској висини од 319 м.